# Thomas Platt (écrivain)
Pour les articles homonymes, voir Thomas Platt et Platt.
Thomas Platt, né le 4 février 1952 à Eberbach (Bade-Wurtemberg), est un auteur de livres et de films, critique gastronomique et peintre allemand. Il se fait connaître dans les années 1990 en tant qu'ami et collaborateur du dessinateur de bandes dessinées Brösel. Depuis Werner – Beinhart! (de) (1990), il écrit les scénarios de tous les films de Werner. Certains de ses livres (dont deux volumes de Kochen für Stümper) ont été illustrés par Brösel.
Platt est ensuite surtout connu comme critique gastronomique, publiant, entre autres, dans le Frankfurter Allgemeine Sonntagszeitung, le Süddeutsche Zeitung, Cicero (de) et Der Tagesspiegel, et à la radio sur RBB Berlin (en).

## Filmographie (sélection)
- 1988 : Schafe in Wales
- 1990 : Werner – Beinhart! (de)
- 1994 : Astérix et les Indiens
- 2001 : Die Abrafaxe unter schwarzer Flagge (en)
- 2011 : Werner – Eiskalt! (de)